# 요크 공작

요크 공작(Duke of York)은 영국의 작위 중 하나이며 귀족의 칭호이다. 요크 공작의 작위가 생겨난 15세기부터, 요크 공작의 칭호는 대개 잉글랜드 군주의 두 번째 아들에게 주어졌다. 두 번째 창시 이래로 (1474), 요크 공작 작위의 수여자중 그것을 후대에 물려주게 된 경우는 단 한번도 없었다. 그들은 남성 상속인이 없이 사망하거나, 스스로 왕위에 올랐다.
현재의 요크 공작은 엘리자베스 2세 여왕의 두 번째 아들인 앤드루 왕자이다. 앤드루에게는 2019년 현재 남성 상속인이 없다.

## 같이 보기
- 올버니 공작